# ولکا بوکوینا
ولکا بوکوینا (به لاتین: Velká Bukovina) یک ناحیه در جمهوری چک است که در Děčín District واقع شده‌است.

## خصوصیات
ولکا بوکوینا ۱۴٫۳۵ کیلومترمربع مساحت و ۴۱۰ نفر جمعیت دارد و ۳۱۳ متر بالاتر از سطح دریا واقع شده‌است.